# 宮本雄一郎
宮本 雄一郎（みやもと ゆういちろう、1877年（明治10年）9月12日 - 1945年（昭和20年）5月7日）は、大正から昭和時代戦前の政治家。衆議院議員。静岡県会議長。静岡県小笠郡朝比奈村長。前名は熊太郎。

## 経歴
静岡県城東郡、のちの朝比奈村（小笠郡朝比奈村、浜岡町を経て現御前崎市）に生まれる。1898年（明治31年）宮本庄平の婿養子となり熊太郎から雄一郎に改名した。
1907年（明治40年）朝比奈村会議員に選ばれ、以後同村助役、村長と1942年（昭和17年）まで33年間に渡り村政を担当し、河川改修、砂防、郡道、県道の新設などに尽くした。
1901年（明治34年）小笠郡農会農事巡回教師、小笠郡農会長、1924年（大正13年）静岡茶業組合理事を歴任し茶業を振興した。また、1919年（大正8年）静岡県会議員に当選し、同議長も務めた。
1932年（昭和7年）2月の第18回衆議院議員総選挙では静岡県第1区から出馬し当選。つづく第19回、第20回総選挙でも当選し、衆議院議員を3期務めた。